# Fernando Legal

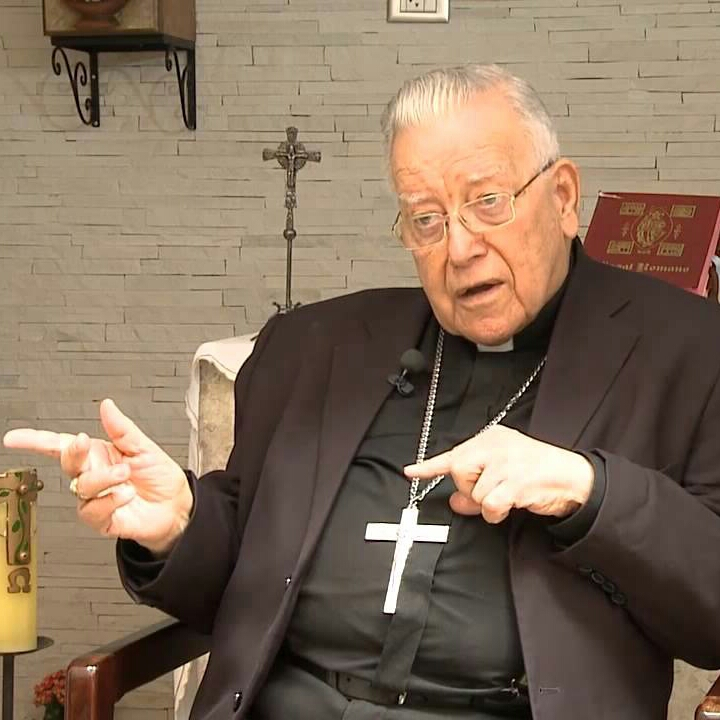
Bischof Fernando Legal (2017)

Fernando Legal SDB (* 17. Dezember 1931 in São Paulo; † 22. August 2023 ebenda) war ein brasilianischer Ordensgeistlicher und römisch-katholischer Bischof von São Miguel Paulista.

## Leben
Legal legte am 31. Januar 1950 in der Ordensgemeinschaft der Salesianer Don Boscos die erste Profess ab. Nachdem er von 1953 bis 1955 in Lorena Philosophie, von 1956 bis 1959 am Theologischen Institut Pius XI. in São Paulo Theologie studiert hatte, wurde er am 8. Dezember 1959 in São Paulo zum Priester geweiht. Es folgten weiterführende Studien in Moraltheologie und Soziologie sowie ein Lizenziat in Theologie an der Theologischen Fakultät in São Paulo. Von 1963 bis 1964 promovierte er Rom an der Päpstlichen Universität der Salesianer und erwarb ein Diplom in Soziologie am Centro Internazionale per la Formazione sociologica del Clero (CISIC).
In der Ordensgemeinschaft war er von 1965 bis 1967 Studienleiter und von 1968 bis 1970 Direktor des Theologischen Instituts Pius XI. in São Paulo. Von 1968 bis 1976 war er Provinzialrat, von 1971 bis 1976 Provinzdelegierter für Pastoral, von 1972 bis 1976 Provinzialvikar und von 1976 bis 1980 Provinzial der Provinz von São Paulo.
Papst Johannes Paul II. ernannte ihn am 28. März 1980 zum Bischof von Itapeva. Die Bischofsweihe spendete ihm der Apostolische Nuntius in Brasilien, Erzbischof Carmine Rocco, am 31. Mai desselben Jahres in São Paulo. Mitkonsekratoren waren Luciano Pedro Mendes de Almeida SJ, Weihbischof in São Paulo, und Ladislau Paz SDB, Altbischof von Corumbá. Sein Wappenspruch lautet „Cum Matre Jesu“.
Am 25. April 1985 wurde er zum Bischof von Limeira ernannt. Am 15. März 1989 wurde er zum ersten Bischof des mit gleichem Datum errichteten Bistums São Miguel Paulista ernannt. Von 1991 bis 1998 war er Vorsitzender der Subregion Süd 1 der Brasilianischen Bischofskonferenz.
Papst Benedikt XVI. nahm am 9. Januar 2008 seinen altersbedingten Rücktritt an.
Fernando Legal starb am 22. August 2023 im Alter von 91 Jahren. Der Bischof José Roberto Fortes Palau würdigte Legals Hingabe für die Evangelisierung.

## Einzelnachweis
1. ↑  Morre aos 91 anos bispo emérito da Diocese de Limeira, Dom Fernando Legal. In: g1.globo.com. 23. August 2023, abgerufen am 23. August 2023 (spanisch).

| Vorgänger                     | Amt                                       | Nachfolger            |
| ----------------------------- | ----------------------------------------- | --------------------- |
| José Lambert Filho CSS        | Bischof von Itapeva 1980–1985             | Alano Maria Pena OP   |
| Aloísio Ariovaldo Amaral CSsR | Bischof von Limeira 1985–1989             | Ercílio Turco         |
| —                             | Bischof von São Miguel Paulista 1989–2008 | Manuel Parrado Carral |

| Personendaten    | Personendaten                                                                              |
| ---------------- | ------------------------------------------------------------------------------------------ |
| NAME             | Legal, Fernando                                                                            |
| KURZBESCHREIBUNG | brasilianischer Ordensgeistlicher und römisch-katholischer Bischof von São Miguel Paulista |
| GEBURTSDATUM     | 17. Dezember 1931                                                                          |
| GEBURTSORT       | São Paulo                                                                                  |
| STERBEDATUM      | 22. August 2023                                                                            |
| STERBEORT        | São Paulo                                                                                  |